# Hospital General de Medellín
El Hospital General de Medellín Luz Castro de Gutiérrez -HGM- es un centro hospitalario público, situado en la ciudad de Medellín (Colombia), que presta servicios de salud hasta la alta complejidad. Es uno de los mejores hospitales de Colombia, y es una entidad descentralizada del municipio de Medellín.

## Historia
La fundación del Hospital General de Medellín se remonta al año 1942 en una casona situada en la carrera Palacé, entre Amador y Maturín, donde comenzó a prestar servicios un Centro de Atención Obstétrica con 20 camas. Simultáneamente la Sociedad de Mejoras Públicas y un grupo de personas filantrópicas del que hacia parte la enfermera Luz Castro de Gutiérrez, impulsaron la idea de rendir un homenaje a las madres en su día clásico y para ello iniciaron una campaña a nivel local y departamental, con miras a ampliarlo a toda la nación.
Posteriormente se construyó un edificio destinado a la atención de mujeres embarazadas donde actualmente funciona la Clínica León XIII N° 2 del Seguro Social, punto de partida para lo que en un futuro se constituiría en lo que hoy es el Hospital General de Medellín, el cual por razones económicas no se logró terminar sino hasta tres décadas después.
El 12 de octubre de 1948, abrió sus puertas la Clínica de Maternidad en un edificio con capacidad para 70 camas y como resultado de los esfuerzos del Gobierno Municipal. Presidió la inauguración el presidente de la República Dr. Mariano Ospina Pérez, con el ministro de Higiene Dr. Jorge Bejarano, para este entonces era alcalde de la ciudad el Dr. Pablo Bernal Restrepo
Más tarde el Concejo Municipal de Medellín le dio vida jurídica mediante el acuerdo 18 del 1 de agosto de 1949, con el nombre de Clínica de Maternidad del Municipio de Medellín. A esta institución así creada le confirió personería jurídica el Ministerio de Justicia mediante resolución N° 264 del 20 de octubre de 1949, publicada en el Diario Oficial 27190 del 16 de diciembre del mismo año.
Posteriormente la Junta Directiva, en reconocimiento al gran esfuerzo y la labor desarrollada por doña Luz Castro de Gutiérrez, agregó el nombre de ella al que tenía la Institución, mediante resolución que consta en el acta N° 104 del 2 de noviembre de 1953.
En 1950 se dio comienzo a la construcción del nuevo edificio proyectado para 4 plantas, el 19 de marzo de 1954, se logró inaugurar la clínica, bajo la dirección del doctor Ernesto Arango Escobar. Desde esa época las Hermanas Dominicas de la Presentación, regentaron las labores de Enfermería y Oficios Varios.
En 1957 y 1958, ante el aumento de la demanda de servicios, fue necesario ampliar las salas de atención general, posteriormente fue necesario ampliar el servicio de prematuros. Simultáneamente fueron creados los Departamentos de Nutrición y Dietética, Farmacia, Servicios Operativos, Servicio Social, Registros Médicos y Estadísticos y Almacén.
En el año 1960 las Hermanas Dominicas de la Presentación fueron reemplazadas por las Hermanas Misioneras de San José de Gerona España, quienes trabajaron hasta 1973.
En el año de 1968 la entidad fue adscrita al Sistema Nacional de Salud y el 4 de abril de 1974 la Junta Directiva, reforma parcialmente los Estatutos de la Clínica de Maternidad de Medellín y cambia su denominación por la de Hospital General de Medellín.
El 1 de octubre de 1979, se inauguró el servicio de urgencias Pediátricas, con una capacidad de 15 camas. Además 16 camas para el servicio de preescolares y 24 cunas para el servicio de lactantes.
El 1 de agosto de 1980, se inicia el programa de cirugía general con 10 camas, servicio que fue ampliado el 1 de octubre de 1984 a 20 camas, pues se dio inicio a la atención de pacientes urgentes.
El 12 de julio de 1985 entró el Hospital General de Medellín a apoyar a Metrosalud, como Hospital de referencia para el tercer nivel. El Hospital General de Medellín, es Empresa Social del Estado desde 15 de noviembre de 1994.
Después de la promulgación de la ley 100 de 1993, el Hospital General de Medellín, ha venido consolidando su proceso de transformación empresarial, generado por esta, la legislación vigente en salud y los nuevos modelos de prestación de servicios de salud que se imponen en el mundo.
En el año 2000 se inaugura la nueva torre de servicios, el Auditorio de la Salud (con 477 personas de capacidad) y entran en funcionamiento en las nuevas instalaciones los servicios de Cirugía (12 quirófanos), Central de Esterilización, Hospitalización (192 camas), Alimentación, Lavandería, Imagenología, Gerencia, Subdirecciones y el edificio de parqueaderos. El UNICEF y el Ministerio de Salud le entregan al HGM el certificado de Hospital Amigo de la Mujer y la Infancia.
En el año 2001 se inaugura el servicio de Urgencias y el mural “Universo, Vida y Hombre”. Entra en funcionamiento la sistematización y automatización, sonido ambiental y planta telefónica.
En los últimos 5 años se han fortalecido y creado áreas especializadas, como: Unidad de Cuidados Intensivos Adultos, Clínica de Labio y Paladar, Otorrinolaringología, Ortopedia Pediátrica, Cirugía de Tórax, Cirugía Plástica, Cirugía Infantil, Medicina Fetal, Dermatología, Oftalmología, Neurocirugía, Neurología, Oncología, Hematología Especializada y Urología.
En el 2002 fue inaugurada la remodelación de: Banco de Sangre, Laboratorio Clínico, Laboratorio de Patología, Archivo Clínico y Estadística, Farmacia, Central de Mezclas Parenterales y Tesorería.
En el 2003 se entregan las siguientes áreas: Pediatría, Consulta Externa, Áreas Administrativas 1, 2 y 3, Salud Ocupacional, Proyección Humana, Sistemas, Fisioterapia, Descanso Asistencial, Contraloría, Voluntariado, Urgencias Gineco-Obstétricas, Mantenimiento, Bodega de Farmacia, Oncología, reforzamiento estructural y avances en pantallas.
En el 2004, el ICONTEC hizo entrega de la certificación de calidad correspondiente, convirtiéndose así en el primer Hospital público que cuenta con la certificación del 100% de sus servicios, con lo cual se ratifica el cumplimiento del principal propósito de la institución como es el de brindar Atención Excelente y Calidad de Vida.
Entre los años 2004 y 2005 se ha avanzado significativamente en el desarrollo tecnológico, adquiriendo una autoclave castle, un angiógrafo, monitores de UCI neonatal, pulsoxímetros, detector fetal ultrasónico, intensificador de imágenes y material médico, quirúrgico y Hospitalario de relevancia, por un total de $4.856 millones.
En el 2005 entra en servicio la Unidad de Cuidados Intensivos Pediátrica con 6 camas, aportando así a la disminución de la problemática de la red de servicios salud de la ciudad en lo que se refiere a este servicio. En el mismo año se recibe del ICONTEC el certificado de recertificación hasta el año 2008 de la norma de calidad NTC ISO 9001:2000.
En el 2006 se entrega a la comunidad el servicio Cardiovascular en: Urgencias, Consulta Externa, Imagenología, Cirugía, UCI y Hospitalización. Además se termina la construcción de 28 nuevas unidades de cuidados críticos en el piso 9° del sector sur, para Cuidados Intensivos Pediátricos, Especiales y Neonatal.
Termina el año 2006 y se cumple el objetivo de ser un Hospital referente en calidad regional, nacional e internacionalmente, atendiendo comisiones de República Dominicana, Departamento de Santander, Clínica las Vegas, Departamento de Caldas, entre otros, y el año 2007 se ha recibido delegaciones de República Dominicana y el Hospital Santa Mónica de Dosquebradas – Risaralda.